# Китовое
Кито́вое — село на острове Итуруп в 2 км от Курильска. Согласно административно-территориальному делению России, контролирующей Итуруп, село расположено в Курильском городском округе Сахалинской области России.

## География
Находится в месте впадения реки Китовая в залив Китовый на охотоморском берегу срединной части Итурупа, в 3 км к северу от районного центра, с которым село связано Приморским шоссе.
В 8 км на северо-северо-восток от села (по прямой) находится вулкан Богдан Хмельницкий. В 6 км восточнее (по дорогам) расположен аэропорт Итуруп.

## История
До присоединения Курильских островов к СССР в 1945 году принадлежало японскому губернаторству Хоккайдо и называлось Наёка (яп. 内岡) (вариант написания — Наёко).
В 1947 году получило название посёлок Китовый (предлагался также вариант Уголок).
В 1982 году Валерий Бубнов, школьник из посёлка Китового, сообщил о ранее сделанных им находках артефактов советскому археологу Ю. В. Кнорозову (ныне указанное им место известно как археологическая стоянка Янкито-1).
Постановлением Администрации Сахалинской области от 26.04.2004 года № 50-па посёлок Китовый преобразован в село Китовое.

## Население
| 2002 | 2010 | 2021 |
| ---- | ---- | ---- |
| 625  | ↘510 | ↘489 |

По переписи 2002 года, население — 625 человек (377 мужчин, 248 женщин). Преобладающая национальность — русские (81 %).

## Энергетика
4 дизельные электростанции.